# ヒミツの保健室
『ヒミツの保健室』（ヒミツのほけんしつ）は、山東ユカ作の4コマ漫画。
少年画報社の月刊誌『ヤングキングアワーズ』にて2001年10月号から2007年4月号まで連載された。全5巻。略して『ヒミほけ』と呼ばれることもある。
名前と性格付けがなされたキャラクターの描写に限ることなく、通常なら名無しのモブ的扱いに留まるはずの教師や生徒たちを積極的に登場させて彼らの学園ライフそのものを笑いのネタとする事も多い。その点において、他の学園を舞台にした漫画とはまた違った魅力を放っている。

## ストーリー
舞台は日本のどこかにある私立聖九洲学園（しりつセントきゅうしゅうがくえん、略して「センキュー」）。モデルばりの美貌と腹黒さで学園に名を轟かせる名物保健医・香椎先生の職場「センキュー」学園で繰り広げられる、普通なようで何処かヘンな教師陣と生徒たちの普通なようで何だか笑える学園ライフっぷりをギャグと時折まぶしたブラックジョークで描く。

## 登場人物

### 聖九洲学園教師陣
香椎 あやめ（かしい あやめ）
学園勤務の保健医。染め上げた金髪に抜群のスタイル、どこからどう見ても保健医には見えない派手なファッションと外見からしてカッ飛んだ先生。その行動は輪を掛けて暴走気味であり、面倒な仕事は保健委員の佐々木ちゃんたちに押し付け、美少年（たまに美少女）を偏愛し、お金のニオイには鋭敏に反応する。目的のためなら職権濫用も躊躇わないやりたい放題っぷりはいっそ清々しいほどで、あまりにもカラッとした漢らしい性格のためかむしろ一目置かれている風である。
佐々木ちゃんにちょっかいを出してはハリセンでドツかれつつ、美少年を(視覚で)愛でる事と佐々木ちゃんをダシにしたお金儲けにも抜かりのない、欲望に忠実な保健医ライフを満喫している。頭脳の切れと謎の人脈の広さも武器。また、実家は相撲部屋という一面を持つ。
中谷 恭一（なかや きょういち）
カエルを愛玩する生物担当のリーマン教師。生徒からは「ナカヤン」と呼ばれることもある。以前は面倒なことを全くしたがらない省エネ教師ライフを送っていたが、佐々木ちゃんとの出会いから様相が一変。本人非公認で結成された「佐々木ちゃんファンクラ部（言い出しっぺは香椎先生）」の顧問として、クラ部の生徒たちと共に熱く滾るパトスを発散している。そのほとんどストーカースレスレな活動は巻を追うごとにヤバさと笑いの度を増すが、今のところ佐々木ちゃん本人には気付かれていない。
背もそれなりに高く容姿もなかなかなのだが、所々に滲み出るズレっぷりのせいか女っ気はない。あくまで佐々木ちゃんラブである。なお、ファンクラ部繋がりがあるとは言え香椎先生は密かな天敵。
風見 真琴（かざみ まこと）
センキューOGでもある新米教師。化学担当。微妙に外はねしたロングヘアーとジャージがトレードマークの元気印っぽい先生。（ただし、ジャージを着てることが多いのは、出勤時に香椎なんらかの理由で水を掛けられ、やむなく着替えた結果であることが多い。あまりにもジャージを着てることが多いため、新入生に体育教師と間違えられた事がある。）生徒からはたまに「カザミン」と呼ばれている。それなりにオシャレに気を配り、生徒受けもそこそこ、酒豪でちょっと体育会系な性格と色んな意味で模範的かつ庶民的な先生。それ故か「何となく地味」な印象は拭えず、あらゆる意味でゴージャスな香椎先生とは反りが合わない模様。
中谷先生（の容姿）にガッツリ惚れているが、佐々木ちゃんしか目に入らない彼に彼女のアプローチは全く通じていない。もちろん風見先生も中谷先生の「本性」は知らず、「恋は盲目」の言葉通り彼の行動全てをポジティヴに考えている。
岩坪先生（いわつぼ）
現代文担当。至って普通の若手男性教諭だが、最強クラスの天然ボケを誇る生徒・石川亮子（りょん）の珍解答に頭と胃とスケジュールを圧迫される気の毒な先生。その付き合いはりょんが1年生の時から始まり、3年生の時には何故か文系コースにやってきたりょんのクラス担任となってしまう。そして大抵マンツーマンで行われる追試や補習でりょんとイイ雰囲気に…なる訳もなく、容赦なく炸裂するりょんのボケ倒しに休暇を潰されて号泣している。
平田先生（ひらた）
学年主任。濃い目のヒゲに割れたアゴ、セルロイドフレームの眼鏡に教諭らしい真面目な性格と中年男性教諭のステレオタイプな印象を受けるが、長期休みを経るごとに変貌するヘアースタイルが「センキュー」中の注目の的である。年々派手になっていく髪型には「増毛?」「ヅラ?」の疑惑が絶えないが、それを面と向かって口に出す事は「センキュー」においてタブーとされている模様。

### 主な生徒たち
佐々木 絵真（ささき えま）
清楚で可憐で小柄で儚げ、おかっぱ姿も愛らしい、およそ現代日本では絶滅危惧種と思われる大和撫子な保健委員。愛称は「佐々木ちゃん」。控えめで温和な立ち振る舞いから学園の隠れたアイドルとして男女を問わず好かれる存在である（彼女はその事を全く意識していない）。しかし香椎先生を常時装備のハリセンでドツける数少ない存在でもあり、香椎先生に押し付けられた仕事をこなしながら先生を訥々とお説教する姿は既に堂に入っている。
やりたい放題の香椎先生に容赦のないツッコミを入れつつも、何もかもが鏡の表裏のような存在である香椎先生に（ちょっかい込みで）かわいがられている事に対してそれほど悪い気はしていないようだ。
和菓子屋のお嬢さんで口調は「ですわ」調。本人も知らぬ内に巫女ドラフトにて「伝説の巫女」や、湯船好子（ゆねすこ）なる組織の「世界遺産」に認定され、銅像まで建っている。
石川 亮子（いしかわ りょうこ）
佐々木ちゃんや酉井さん（ゆなっち）のクラスメイト。愛称は「りょん」。上背もあり運動神経抜群、明朗快活な学園ライフを送る女子高生…だが彼女の学問成績は壊滅的の一言。決して知識がない訳でも勉強が嫌いな訳でもないのだが、そのやわらか頭で知識を奔放に組み合わせてボケ解答を炸裂させてしまい、その代償として毎テストごとに追試と補習の憂き目を見ている。時折見せる鋭い勘やひらめきは動物的。
容姿は美人の範疇に入るらしいが、冬の間に見せる「女を捨てた」格好や飾り気のない（子供っぽい）性格からか彼氏はいない模様。竜平（りょうへい）と言う容姿がそっくりな弟がいる。
酉井 右菜（とりい ゆうな）
佐々木ちゃんやりょんのクラスメイト。愛称は「ゆなっち」。肩に掛かる辺りで跳ねる癖っ毛と眼鏡がトレードマークの放送部長。某アナウンサーをアイドルと崇め、腹筋に発声にと鍛錬を欠かさず、放送事故を何よりの恥とする放送部員の鑑のような存在。成績はごく平均的。家はかなり貧乏らしく、ごくたまにその事に触れることも。りょんのボケに対しツッコミを担当することも多く、いいコンビである。
友達である佐々木ちゃんやゆなっちに比べて幾分か男っ気のある描写が見られるものの、基本的には香椎コレクションの写真にときめいたり耽美小説を愛読していたりする腐女子気味な女の子である。
名前の由来は酒井若菜のようであることが、連載終了後、誌面上の読者ページで作者から明らかにされた。
榛名（はるな）
気が付いたら保健委員として保健室に居着いていた男子生徒。佐々木ちゃんたちよりは1歳年下だが、淡々とマイペースに、無表情に物事を受け容れる性格からか全く違和感なく保健室の風景に溶け込んでいる。読書家であるのか、本を読んでいることが多い。（「虚無への供物」など。）香椎先生から名付けられた「ドビー」「ドビ太」と言う元ネタ不明なあだ名がいつの間にか愛称になってしまっている所が彼の特徴を何となく表している（最終巻でハリー・ポッターシリーズに登場するドビーがあだ名の由来であることが判明する。）。
端正な顔立ちにボヤっとした雰囲気、流されているようで自己主張も忘れない、そんな掴み所が全くない彼の風情は傍若無人な香椎先生にも苦手なものとして映るようで、佐々木ちゃんと共に香椎先生の行動にツッコめる数少ない存在となっている。その一方で香椎先生とは味覚の点に関して気が合うようだ。
八尋 千夏（やひろ ちなつ）
佐々木ちゃんたちが3年の時に転校してきた1年生。転校してしばらく経っても未だに「センキュー」の制服が届かず、1年生であることも相俟って初々しい転校生キャラとして扱われている。愛称は「やっち」。カエルがモチーフになっている、フロッグカードなる得体の知れないカードで占いをするのが得意だが、その的中率はカードの絵柄同様うさん臭い。
なお彼女は4巻で本格的に登場するが、3巻で受験生として学園を見学に訪れていた。その際に名前に振られていたルビは「やひろ ちか」だったが、4巻では「やひろ ちなつ」と変更されている。ここでは彼女の学園入学後を描いた4巻の記述に従い、「ちなつ」と表記する。
作者の次作カテゴリ・テリトリにおいて端役で登場。香椎、風見、岩坪らと花火を観に行っているらしき描写があり、卒業後は教職を目指しているようである。
佐々木ちゃんファンクラ部の面々
「愛でよ・愛せよ・愛しめ」を合言葉に、佐々木ちゃんをアイドルとして崇拝し愛好するファンクラブ。創設者は香椎先生、初代顧問は中谷先生、カモフラージュとしての登録名は「絶滅危惧種研究部」。本人には気付かれないよう、陰からあらゆる手段を尽くして彼女をサポートしたり応援したり彼女の日常を激写したりするのが主な活動内容。既にその活動は色んな意味でスレスレだが、佐々木ちゃんをこよなく愛する彼らにそのような事は瑣末事である。
写真部員である吉武を部長とし、手芸部の部長もメンバーの一員であるなどファンクラ部の構成は所属部を問わない。そのためか「佐々木ちゃんの愛で方」を巡っての派閥争いが絶えないらしい。

### その他の人物
香椎 すみれ（かしい すみれ）
香椎先生の母親。マダムとして洗練された、一見娘とは全く似ていない印象を受けるが本性は娘同様強烈。お金への汚さや腹黒さは娘以上のモノを持ち、それを柔らかな物腰と礼儀正しさで世間一般には鮮やかに隠し通すため手に負えないマダムである。そんな性格故か香椎先生が苦手とする数少ない存在。
時折学園を訪れては娘に見合い話を持ち込んだり、実家に生じた問題で娘を追いかけ回したりと学園の日常にさざ波を巻き起こしている。
カテゴリ・テリトリに登場する、「アスリートのための食事と栄養学」なる書籍の著者であるようだ。
石川 竜平（いしかわ りょうへい）
りょんに容姿がそっくりな弟。愛称は姉に倣い「りょん平」「エセ川」。クラスメイト、香椎らと交わした会話の内容から、どうやら本来の年齢は中学生のようである。儚げにも見える柔らかい雰囲気と文武両道な点が姉との見分け方。それ故なのか何故か姉の替え玉としてあちこちに駆り出されるが、穏やかな性格と持ち合わせた諦念で特に文句も言わずに彼女の代役をこなしている健気な弟である。姉よりも落着いた雰囲気から、りょんよりも女の子っぽく見られ、事情を知らない男子に惚れられる事も。一人称が「僕」であることがそれに拍車を掛けるようである。

## 書籍情報
- 山東ユカ『ヒミツの保健室』少年画報社
  1. ISBN 4-7859-2260-5（2003年1月15日 初版発行）
  2. ISBN 4-7859-2372-5（2003年12月15日 初版発行）
  3. ISBN 4-7859-2538-8（2005年6月15日 初版発行）
  4. ISBN 4-7859-2655-4（2006年8月1日 初版発行）
  5. ISBN 4-7859-2785-2（2007年5月 初版発行）